# Zambo (departamento)
Zambo é um departamento ou comuna da província de Ioba no Burkina Faso. A sua capital é Zambo.
Em 1 de julho de 2018 tinha uma população estimada em 23352 habitantes.